# Distretto di Kwabre
Il distretto di Kwabre (ufficialmente Kwabre District, in inglese) è un ex distretto della regione di Ashanti del Ghana. Creato originariamente nel 1988, assorbì parti dell'ex distretto di Kwabre-Sekyere, finché la parte occidentale del distretto fu separata per andare a costituire la parte meridionale del distretto di Afigya Kwabre il 1º novembre 2007, con effetto dal 29 febbraio 2008. La restante porzione del distretto è stata ufficialmente rinominata distretto municipale di Kwabre Est. Il distretto era situato nella parte settentrionale della regione di Shanti, ed aveva Mamponteng come capoluogo.